# Tricyrtis macranthopsis
Tricyrtis macranthopsis là một loài thực vật có hoa trong họ Măng tây. Loài này được Masam. miêu tả khoa học đầu tiên năm 1935.

## Hình ảnh

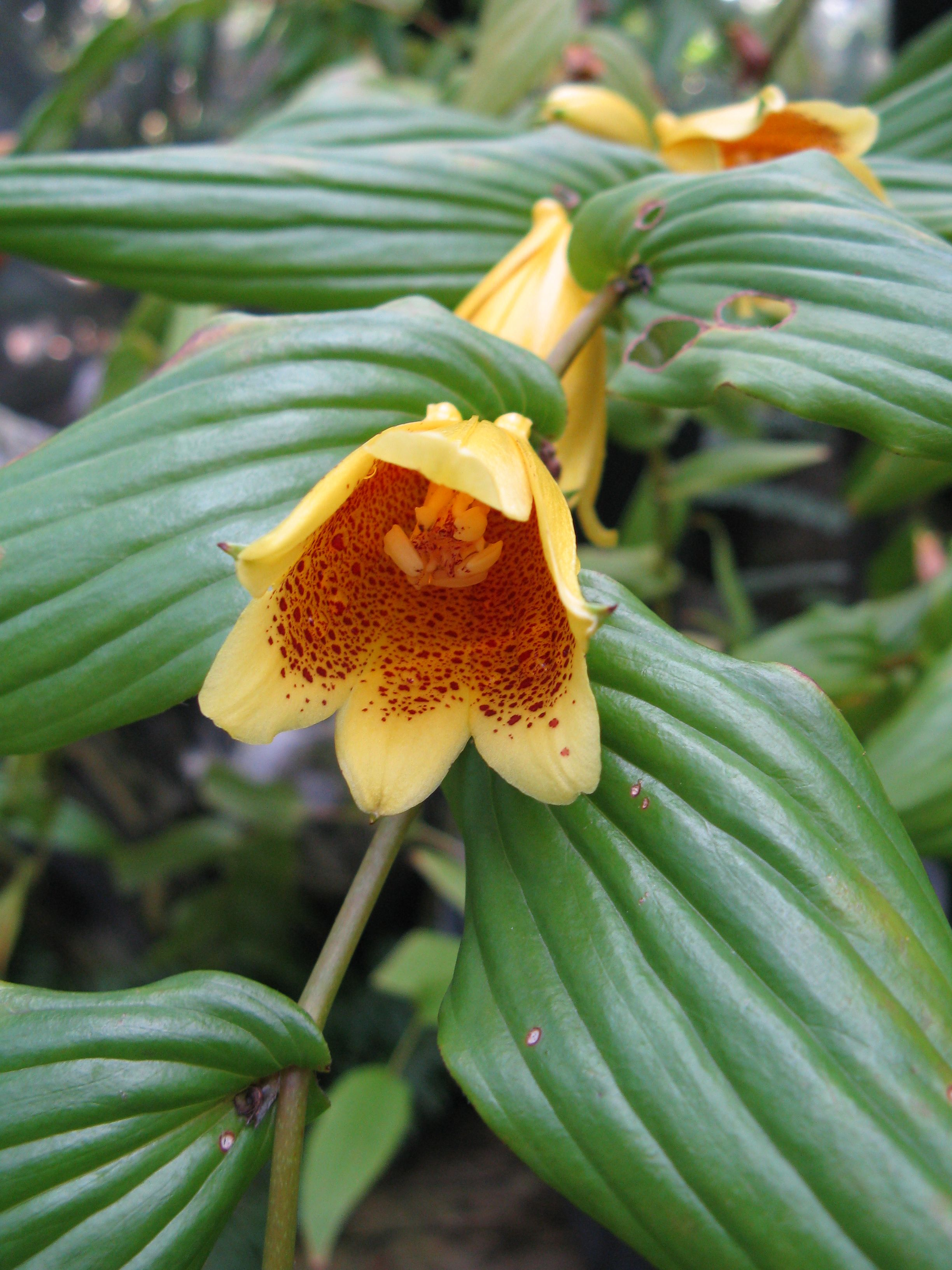